# 강철

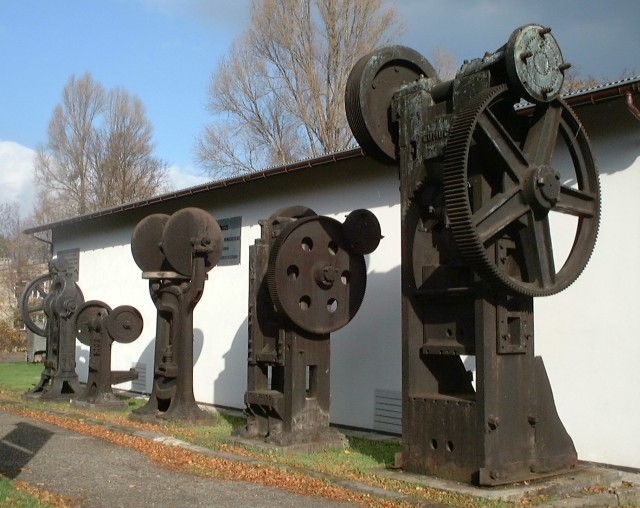
폴란드의 철강업 박물관

강철(鋼鐵), 강(鋼), 또는 스틸(steel)은 탄소의 함유량이 0.035~1.7%인 철이다. 열처리에 따라 성질을 크게 변화시킬 수 있어 여러 가지 기계, 기구의 재료로 쓴다. 철을 주성분으로 하는 금속 합금이며, 철이 가지는 성능(강도, 질긴 성질, 자성, 내열성 등)을 인공적으로 높인 것이다. 성분적으로 탄소의 함유가 0.3%에서 2% 이하의 것을 나타낸다. 하지만 0.3% 이하에서도 고합금인 스테인리스강, 내열강 등도 강철의 범위에 포함된다. 연철이나 주철과 함께 철강(鐵鋼)이라고도 불리고 강철로 완성된 재료를 강재(鋼材), 판 모양의 강재를 강판(鋼板)이라고 부른다.

## 종류
- 아공석강
- 공석강
- 과공석강

## 철강업
철강업(금속제조업 또는 금속공업)은 각종 금속제품을 제조함에 사용되는 소재(素材)를 제조하는 '제1차금속제조업'과 여기에서 생산된 금속소재(金屬素材)를 사용하여 각종 금속제품을 제조하는 '금속제품제조업'으로 대별할 수 있다. 그러나 일반적으로 금속공업이라 하면 제1차금속제조업과 일부 금속제품제조업을 포함하여 말한다. 이는 생산업체가 한 공장에서 중간제품 또는 완제품까지 만들고 있어 그 구분이 분명하지 않기 때문이다. 또한 금속공업은 금속의 성질에 따라서 '철강공업(鐵鋼工業)'과 '비철금속공업(非鐵金屬工業)'으로 구분한다. 금속공업의 거의 대부분을 철강공업이 차지하므로 금속공업이라면 보통 철강업을 뜻하게 되며, 비철금속공업은 대부분 생산공정상 모두 제련(製鍊)이란 공정을 거치게 됨에 따라 통상적으로 '제련업(製鍊業)'이라고 한다. 철강업(철강공업의 줄인 말)은 철광석·석탄·고철(古鐵 또는 屑鐵) 및 그 밖의 여러 원료를 사용하여 여러 가지 철강재(鐵鋼材)를 생산하는 중공업 중에서도 가장 기초가 된다. 산업 각 분야에 필요불가결한 생산재 또는 소비재를 공급하는 기간산업으로서 특히 기계공업·건설업·금속광업·조선업 등 타 산업과의 연관 효과가 가장 큰 산업이다. 철강업의 주요한 작업공정은 제선(製銑)·제강(製鋼) 및 압연(壓延)의 3부분으로 구별되며, 이 3대 주요 작업공정이 1개 공장에서 연속적으로 이루어지는 작업형태를 철강 일관작업이라 하여 철강업의 이상적인 경영형태로 되어 있다.

### 철강업의 특성
산업의 근대화 내지 중공업화는 철강의 대량소비를 기초로 하고 있으므로 철강업의 성립과 발전은 산업근대화의 기본여건의 하나가 되고 있는데, 철강업은 대표적인 기간산업임과 동시에 막대한 건설비를 요하는 장치산업(裝置産業)이기도 하다. 이와 같은 기간산업으로서의 그 특성을 살펴보면 다음과 같다.
1. 철강제품은 일상생활의 모든 분야에 필요불가결한 것인 동시에 군수병기(軍需兵器)의 주요한 소재로서 사용되는 등 전 산업에 관련되며 국민경제 성장과 확대재생산을 가능하게 하는 경제발전의 기초산업의 성격을 가지고 있다.
2. 철강업은 거대한 설비와 그에 따른 거액의 고정자본의 투하를 필요로 하고, 제품원가 중 고정설비에 따른 고정비의 비율 즉 제품단위당 자본계수(資本係數)가 타 산업에 비하여 매우 높은 '자본집약적 산업'이라 할 수 있다. 예를 들면 현재 세계의 대철강기업은 신규 제철공장 건설에는 조강(粗鋼)기준 연산(年産) 600만T∼1,000만T을 최적규모로 잡고 있다.
3. 철강업은 막대한 각종 원료를 소비하는 산업이다. 즉 철강재 1T을 생산하기 위하여 철광석·석회석·고철 등 2.5T의 원료가 사용되고 있으며, 따라서 철강재 원가(原價) 중 재료비의 비중이 높다.
4. 이러한 철강업의 특성에 따라 일찍부터 철강업은 독점 내지 집중도가 중요하여 기업의 통합과 집중화가 강한 경향이 있다. 현재 철강업이 발달한 주요국가에 있어서 대체로 철강생산의 70%∼80%가 몇 개의 기업에 집중되고 있으며, 특히 상위(上位) 4대기업들이 전체에서 접하는 집중도는 미국이 55%, 영국 91%, 서독56%, 일본이 59%이며, 소련 등 사회주의 공산국가에서는 물론 국영이고, 영국에서도 국유화되었으며, 인도 등 개발도상국에서도 대부분이 국영이라는 국가적 성격이 강한 기업형태를 갖고 있는 것은 이같은 성격 때문이다.
5. 지극히 국제적인 산업이다. 원료수입, 제품수출 등에 있어서 국제간 상호관계의 비중의 증대뿐 아니라 수출시장에 있어서 가격유지, 무역의 경쟁회피를 시도하는 국제카르텔의 움직임 등 각국 철강업은 크나큰 영향을 주면서 발전하고 있다.[2]

| 연도 구분                  | 1991                  | 1992                 | 1993                 | 1994                 | 1995                  | 연평균증가율 (1991∼95) |
| -------------------------- | --------------------- | -------------------- | -------------------- | -------------------- | --------------------- | ---------------------- |
| 서 유 럽 E U               | 161.9 148.7           | 157.4 143.7          | 158.2 144.2          | 166.0 151.7          | 170.8 155.8           | 1.3 1.2                |
| 북 미 미 국                | 101.4 79.7            | 107.5 84.2           | 113.0 88.8           | 116.2 91.2           | 121.0 93.6            | 4.5 4.1                |
| 구 소 련 러시아            | 132.8 －              | 118.0 62.0           | 97.8 58.3            | 78.3 48.8            | 78.8 51.3             | -12.2 -6.1             |
| 동 유 럽                   | 22.7                  | 19.5                 | 19.6                 | 22.0                 | 23.2                  | 0.5                    |
| 아 시 아 일 본 중 국 기 타 | 249.1 109.6 71.0 68.5 | 250.7 98.1 80.9 71.7 | 268.6 99.6 89.5 79.5 | 271.9 98.3 92.6 81.0 | 273.2 101.7 93.0 78.5 | 2.3 -1.9 7.0 3.5       |
| 합 계                      | 735.6                 | 723.5                | 730.8                | 729.8                | 749.6                 | 0.5                    |

### 세계 철강업의 경영형태
미국 산업구조고도화에 따른 중후장대 산업의 퇴조와 경제의 침체로 부진한 면을 보여왔으나 1987년 이후 철강산업의 설비합리화 및 경영다각화에 관련 수요산업인 자동차·기계 등의 경 기호조에 힘입어 회복세를 보이기 시작했다. 철강소비는 1987년 이후 달러 약세에 따른 국제경쟁력 회복과 설비투자의 활성화로 미국경제가 연평균 3%의 성장을 유지한 데다가 철강소비산업의 경기호조 지속세로 증가세를 보이기 시작, 1988년 111백만M/T에 달해 전년대비 17.1%의 고신장률을 기록했다. 이와 같은 소비증가세로 조강생산량도 1989년에는 88.4백만M/T를 기록, 1986년 대비 19.5%의 증가를 나타냈다. 이러한 경영여건의 호전과 함께 미국 철강업계는 재무구조의 흑자기반으로의 전환을 위한 경영합리화를 추진, 설비합리화의 일환으로 노후한 고로설비의 폐쇄 및 미니 밀(Mini-mill)의 설비확대를 통하여생산설비의 효율성을 제고하고 인력감축을 통한 생산성 향상을 도모하였다. 또한 수익기반의 확대를 위한 경영전략으로 화학·항공·우주·석유사업 분야에 대 한 진출 등 업종다각화를 적극 추진하여 그 결과 1987년 흑자구조로의 전환을 달성했다. 미국정부도 철강산업의 구조전환을 원활히 할 수 있도록 철강수출국들과 VRA(voluntary restraint arrangement)를 체결하여 수입물량을 일정수준에서 제한하는 한편 한국·일본 등 주요 철강수출국 업체와 자국 철강기업들과의 합작투자를 유도하여 철강업체들의 경영합리화의 촉진 및 내수물량의 공급확대를 도모할 수 있도록 지원하였다. 생산과 소비면에서 큰 위치를 차지하고 있는 미국은 1994년 경기가 호조를 보이고 철강업계가 구조개편 및 경량화를 통해 효율성을 높여 철강업이 호황을 보였다. 따라서 철강생산은 8,900만M/T에 이르렀으며, 내수도 생산과 같이 전년보다 2.2% 증가한 9,900만M/T에 달하였다.

#### EU
1980년부터 철강산업합리화를 추진한 EC 철강업계는 수요부족에 따른 설비과잉이라는 구조적 불황으로 1986년 추가적인 합리화 사업계획을 수립하여 철강공업을 회생시키기 위한 구조개편작업을 계속해 왔다. 그러면 불황으로 1986년 추가적인 합리화 사업계획을 수립하여 철강공업을 회생시키기 위한 구조개편 작업을 계속해 왔다. 그러던 중 1987년부터 세계경제 환경의 호전에 편승하여 EC 각국의 경제도 급속한 회복세를 나타내면서 만성적인 수요부족으로 침체에 놓였던 철강공업도 흑자전환의 전기가 마련되었다. EU 지역의 철강재 소비는 1986년 이후 철강공업의 회복세와 더불어 1988년 1억2,020만t으로 1986년 대비 14.9% 증가하였으나 1990년 1억1,167만t을 기록한 이후 지속적으로 감소하여 1993년에는 9,188만t으로 감소하였다. 조강 생산은 1989년 1억5,250만t으로 감소하였다. 조강 생산은 1989년 1억5,250만t에 도달한 이후 오랫동안 비슷한 수준을 회복하지 못하다가 1994년에 1억5,168만t으로 회복되었다. EU 철강공업의 조강기준 설비능력은 1980년 연산 2억1940만t에서 1989년에는 1억7410만t으로 20.6% 감축되었으며 종사자수 또한 대폭 축소되었다. 반면에 설비가동률은 1980년 64.0%에서 1989년 80.4%로 상승함으로써 생산성 제고와 함께 인건비 절감 등을 통한 원가관리로 국제경쟁력 강화의 계기를 마련하였고 철강제품의 고부가가치화를 도모하여 특수강부문에 대한 설비투자에 주력, 그 결과 각국의 전체 철강생산에서 특수강의 비중이 점차 상승하고 있다. 이와 같은 합리화 노력과 수요신장세의 지속으로 EC 주요 철강기업들의 영업실적도 대폭 개선되는 추세를 보여 서독의 Thyssem·Mannesmann, 영국의 BSC, 프랑스의 Usinor-Sacilor 등 주요 철강기업들의 순이익은 1986년을 분기점으로 증가추세를 보이고 있다. 또한 EU의 경제통합은 철강제품의 역내교역 활성화, 철강소비산업 경기호조에 따른 수요급증 등 EU 철강공업에 긍정적 효과를 미칠 것으로 평가됨에 따라 철강업계는 이에 대비해 다각적인 경영전략을 수립하고 있다. 이러한 경영전략은 주로 국가경쟁력 강화에 집중되고 있는데, 노후설비의 폐쇄와 기업간 M&A 등에 의한 적정설비의 확보, 고부가가치강 및 신공정기술의 개발을 위한 R&D(연구개발)의 강화 등에 집중되고 있다.

#### 일본
1985년 이후 엔화강세로 인한 수요감소와 이에 따른 설비과잉으로 매출액 감소와 함께 1986년에는 당기순이익이 적자를 기록하는 등 불황의 조짐을 보였으나 1987년부터 시작된 철강공업 합리화사업이 성공적으로 수행되어 경영위기를 극복하고 활성화되었다. 일본 철강공업의 합리화사업은 크게 설비 및 인원감축에 의한 경영합리화와 비철강부문으로의 사업확대 등 경영다각화로 나누어 추진되었다. 설비감축에 있어서는 조강기준 생산능력이 1985년 연산 1억5220만t에서 1989년에는 1억4320만t으로 6% 감소하였는데 이는 주로 신일본제철·일본강관 등 철강·고로 5사와 기타 전기로업체의 설비감축에 기인한 것이다. 생산능력의 축소와 반대로 설비가동률은 1985년 69.1%에서 1989년 75.3%로 상승함에 따라 조강생산은 9830만t에서 1억0790만t으로 9.8% 증가하였다. 인원감축면에서는 비철강부문으로의 종업원 재배치, 타업종으로의 전직 등을 통하여 1985년 17만9,785명이었던 종사자수가 1988년에는 14만2,096명으로 21%나 감소되어 제조원가에서 큰 비중을 차지하였던 인건비 부담이 줄어들어 국제경쟁력 회복의 계기가 되었다. 일본 철강업계는 장기경영전략 차원에서 수익기반의 확대를 위해 철강전업도를 낮추는 대신에 화학·플랜트·엔지니어링 사업 등 비철강부문으로의 경영다각화를 적극적으로 추진, 고로 5사의 전체매출액 중 비철강부문이 차지하는 비중이 평균 20% 수준을 상회하여 철강업계의 수익구조를 개선시키는 데 크게 공헌하였다. 일본의 철강공업은 업계의 합리화 노력과 세계 철강경기의 회복 및 엔고현상을 극복한 일본경제의 견실한 성장으로 철강수요가 급증함에 따라 경영실적도 대폭 호전되고 있다. 고로 5사의 경영실적을 보면 매출액은 1986년 6조895억엔에서 1989년 7조2,200억엔으로 18.6% 증가하였으며 동기간의 경상이익도 554억엔 적자에서 5,380억엔의 흑자로 전환됨으로써 철강업계 수익구조 개선에 공헌하였다. 1993년 일본의 조강생산량은 9,962만t으로 세계 총조강생산량 7억2,583만t 중 13.7%를 차지해 1위를 기록하고 있으며, 1인당 조강소비량도 647kg으로 세계 4위를 기록하고 있다. 철강수출에 있어서도 3,350만t으로 세계 1위를 차지하고 있어 세계 제1위의 철강국으로서의 면모를 굳히고 있다.

## 같이 보기
- 탄소강
- 다마스쿠스 강
- 압연
- 러스트 벨트
- 제2차 산업 혁명
- 제철소